# Makedonci
 Ovo je glavno značenje pojma Makedonci. Za druga značenja pogledajte Makedonci (razdvojba).
Makedonci su južnoslavenski narod nastanjen u Sjevernoj Makedoniji i susjednim područjima Grčke, Bugarske, Srbije i Albanije. Jezgra današnjih Makedonaca potječe od starih slavenskih plemena Rinhina, na Halkidici; Sagudata, zapadno od Soluna; Smoljani, istočno od Vardara; Draguvita, na srednjim i gornjim pritokama Vardara i ravnici Pelagonije; Brziti, sjeverozapadna Makedonija; Velegezita (Belegezita), južna Makedonija i Tesalija; Strumljana, istočno od rijeke Strume i Brsjaka, koji su se na ovom tlu nastanili u 7 stoljeću, a napose između 620. i 680. godine.

## Ime
Ime Makedonci svakako dolazi prema lokalitetu Makedonije, koje je prema Herodotu, došlo od dorskog plemena Makednon (Makednon Ethnos). Ova riječ u obliku Makednos (μακεδνός) spominje Homer u svojoj Odiseji (Od. H106), i kasnije Herodot među ostalim dorskim plemenima. Riječ 'makednos' ima značenje, dug, visok i gorštak. Danas je prevladalo značenje 'gorštak'.  Postoje i riječi Maketia i Maketai, također grčke etimologije, kojima su se u stara vremena identificirali Makedonija i Makedonci. Značenje ove riječi odnosi se na stari predslavenski narod Makedonce, koji su pripadali proto-helenskim ili helenskim populacijama što će sudjelovati (preko 230 plemena) u stvaranju kasnijeg grčkog naroda. Prema mitu Makedon je bio sin Zeusov, kaže Hesiod. Makedonija koja se isprva nazivala Ematija, po Zeusovom i Elektrinom sinu Emathionu, kasnije je po Makedonu dobila svoje makedonsko ime. Današnjim Makedoncima koji nose ovo staro ime, povijest počinje tek dolaskom slavenskih plemena.

## Povijest

### Dolazak slavenskih plemena
Dolasku predaka današnjih Makedonaca prethodi više značajnih događaja u staroj Makedoniji. Aleksandar III., sin Filipa i Olimpije radit će na zaštiti granica svoje države. Godine 335. pr. Kr. on polazi na Tribale, a od 334. do 331. pr. Kr. osvaja i Perzijsko Carstvo. Nakon njegove smrti, međutim, gramzivi će dijadosi u borbi za vlast dovesti do skore propasti grandioznog djela Aleksandra III. Velikog. Antigonidi će 146. pr. Kr. doći pod vlast Rima, postat će njihova provincija. Doći će do podjele u kojoj će sjeverni dijelovi pripasti Dardaniji (ime prema Dardancima), dijecezi Daciji, dok će južni ući u sastav Makedonije Salutaris (Makedonija Druga), dijeceza Makedonije. Ova podjela događa se već u IV. stoljeću. Nastupa novo doba. Sa sjevera gdje je velika gužva koju stvaraju novopridošli narodi, prijeti opasnost. Ostrogoti ili Istočni Goti u V. st. pale i žare po Bizantu i ratuju s drugim narodima. Oni su prethodnica naroda jedne druge grane Indoeuropljana. Jedno stoljeće kasnije doći će Slaveni: Brsjaci, Velegeziti, Rinhini, Strumljani, Sagudati i Draguviti počet će osnivati Sklavinije na području Makedonije. Nisu jako uspješni u ratovima, ali su se usprkos teškoj i krvavoj povijesti, pod imenom Makedonci, uspjeli sačuvati do danas.

### Srednji vijek
Slaveni iz Makedonije su se po svom dolasku okrenuli napadima na Solun 670-ih godina. U isto vrijeme javili su se i Asparuhovi Protobugari. Asparuh je bio mlađi sin Kubarta koji je prodro do delte Dunava. Godine 482. Protobugari su još uvijek živjeli sjeveroistočno od Dunava, te su se pod Kubratom (584.) ujedinili sa Slavenima, a 632. ujedinila su se sva protobugarska plemena. Pojava Hazara 650. istjerala je Protobugare na zapad, to jest u smjeru Makedonije, a pod Asparuhom 680. prešli su Dunav, ulazeći u područje Rimskoga Carstva.
Kasnije su Protobugari prihvatili slavenski jezik, a 810. Krum je uništo Avare. Dok su se Protobugari naseljavali na rimskome području makedonski Slaveni su već bili tamo i osobito između 674. – 677., te su žestoko vojevali sa Solunjanima. Plaćali su porez Bizantu kako bi se nesmetano mogli baviti poljodjelskim poslovima, ali i očuvati plemenski život. Pojava Protobugara nije odgovarala Bizanticima jer su bili su ratoborni i imali pretenzije prema daljnjoj ekspanziji na zapad. Naime, nakon što je 810. potukao Avare, Krum se 811. okrenuo Bizantu i svladao Nikefora I., 813., a godinu dana prije smrti zauzeo Hadrianopolis. Naslijedio ga je Omurtag. Presijan I. (837. – 852.) zauzeo je veći dio Makedonije. Ulaskom u IX. stoljeće javilo se i kršćanstvo, kod Protobugara ga je prihvatio car Boris 864., a Ćiril i Metod su ga širili među Slavenima u Bugarskoj. Godine 896. Borisov sin Simeon pobijedio je Bizantince i zauzeo Južnu Makedoniju. S Bizantincima je ratovao četiri puta i 922. ih je pobijedio i četvrti put. Simeon je umro 927. Polovicom X. stoljeća u Makedoniji se javio bogumilski pokret.
Makedonski Slaveni su od VII. do IX. stoljeća, tj. do prodora Bugara u Makedoniju, živjeli pod Bizantom. Samuilo (976. – 1014.) je utemeljio prvu državu makedonskih Slavena – Bugarsko Carstvo, koja se prostirala na sjeveru do Srijema, na zapadu do Duklje i Zahumlja, uključujući i Bosnu, Epir i Albaniju, na istoku do Crnog mora. Proglasio se carem, a rimski papa Grgur V. ga je okrunio vladarom. Međutim, papino priznanje mu nije pomoglo u ratu s Bizantom. Poražen je 1014. od cara Bazila II., nazvanog Koljačem Bugara, i ubrzo umro. Nakon što su Grci ubili Samuilovog nećaka Ivana Vladislava 1018., Bizant je uspio zauzeti cijelo područje tadašnje Bugarske, uključujući područje Sjeverne Makedonije, i držao ga do 1185. Bitan spomenik vladavine Ivana Vladislava je Bitoljski napis otkriven 1956., prilikom rušenja džamije. Napisan je na starobugarskom jeziku oko 1015. i obilježava izgradnju utvrde – "bugarskog raja" od cara Ivana Vladislava koji se opisao kao "Bugarin po rođenju". Bazil je podijelio bugarsku zemlju na dvije teme (vojne provincije) – Paristriju (između Dunava i planine Balkana) i Bugarsku (u središtu Balkanskog poluotoka, koja je uključivala i današnju Sjevernu Makedoniju), sa Skopjem kao glavnim gradom.
U 11. stoljeću dogodila su se dva veća ustanka protiv bizantske vlasti. Petar Deljan proglasio se carem Bugara i zauzeo Niš i Skopje. Međutim, iduće godine Bizant je ugušio ustanak, a Petar Deljan je moguće pogubljen. Skupina bojara, bugarskih plemića, pod vodstvom Jurja Vojteha digla je ustanak 1072. i imenovala Dukljanina Konstantina Bodina, sina Mihajla Vojisavljevića carem Bugara. Okrunili su ga u Prizrenu, a potom u Skopju kao Petra III. krajem 1072. Međutim iste godine pobunjnici su poraženi u Kastoriji. U 12. stoljeću Bizant je bio u padu. Nakon Ustanka Asena i Petra 1185. stvoreno je Drugo Bugarsko Carstvo. U početku samo je istočna Makedonija bila dio Carstva, no tijekom vladavine Kalojana (1197. – 1207.) i Ivana Asena II. (1218. – 1241.), cijela Makedonija, izuzev Egejske, bila je dio Bugarskog Carstva.
Do kraja 13. stoljeća, Bugarsko Carstvo bilo je u padu. Susjedni Srbi iskoristili su priliku. Srpski kralj Stefan Uroš II. Milutin (1282. – 1321.) zauzeo je Skopje, a 1334., najveći srpski vladar Dušan Silni (1331. – 1346.) zauzeo je Strumicu, Ohrid i Radoviš, a 1346. Skopje mu je postalo glavni grad. U Skopju je okrunjen carem Srba, Grka i Bugara. Nakon njegove smrti, Srpsko Carstvo raspalo se na nekoliko kneževina. Srpska vlast u Seru, Edesi i Strumici zadržala se 10 godina, 13 u Melniku, 21 u Prilepu, 25 u Velesu i Štipu, a 73 u Skopju, Debru i Tetovu.
Nakon smrti Dušana, njegova žena Helena Bugarska, sestra cara Ivana Aleksandra (1331. – 1371.) vladala je južnom Makedonijom do 1359. sa sjedištem u Seru. Između 1360-ih i 1390-ih, područje Sjeverne Makedonije bilo je podijeljeno između više kraljevstava i kneževina. Srpski velikan Konstantin Dragaš (1355. – 1395.) vladao je velikim dijelom istočne Makedonije sa sjedištem u Ćustendilu prije osmanskog osvajanja. Kralj Vukašin (1365. – 1371.) i njegov sin Marko (1371. – 1395.) vladali su središnjom Makedonijom sa sjedištem u Prilepu. Oba vladara postala su poznata u srpskoj i bugarskoj epskoj poeziji. Mnogi su srednjovjekovni povjesničari, uključujući Srbina Mihaila Konstantinovića (1460.), Albanca Ivana Muzakija (1510.) i Židova Josipa Ben Jošue (15. st.) spominjali Marka kao bugarskog vladara. Male bugarske i srpske kneževine u Makedoniji bile su tipične feudalne tvorevine i bespomoćne pred prodorom Osmanskog Carstva. Osmanlije su konačno 1396. zauzele ostatke Bugarskog Carstva.

### Osmansko razdoblje
Turci su iskoristili vakuum na Balkanu i inkorporirali zemlje Grka, Bugara i Srba u svoje Osmansko Carstvo. Bitola, Prilep, Ohrid i Kastorija pali su pod tursku vlast 1385. Kratovo je palo 1389., Skopje 1392., a Solun 1394. Tako je po smrti Konstantina Dragaša i Marka, cijelo područje Sjeverne Makedonije bilo pod turskom vlašću do 1912., više od 500 godina. Posljedice osmanske vlasti bile su višestruke. Osmanlije su uspostavile potpuno drukčiji politički, upravni i vojni poredak. Osvojene kršćanske zemlje podijeljene su u sandžake. Sva zemlja bila je vlasništvo sultana, koje je on dodjeljivao veleposjednicima – timarima.
Pojam narodnosti bio je stran u Osmanskom Carstvu. Umjesto toga važio je miletski sustav gdje je religija bila glavni faktor u identifikaciji pučanstva. Narodnost nije bila bitna ni za visoke osmanske dužnosnike. Prvi uvjet za stupanje u službu bilo je prevjeravanje na islam, a tek onda poznavanje turskog jezika i pisma. Zahvaljujući ovakvoj politici, mnogi su slavenski muslimani služili kao veliki veziri.
Kršćani i Židovi smatrani su "narodom knjige" i kao takvi poštovani zbog zajedničkih vjerskih korijena s islamom. Svi pravoslavni kršćani su, po spomenutom miletskom sustavu, spali pod rimski milet (tur. rum millet; rimski narod) pod duhovnim vodstvom grčkog patrijarha. Bugari i Grci, međutim, uspjeli su sačuvati autokefalnost svojih crkava do 18. stoljeća. Grčki patrijarh je u 18. stoljeću uvjerio sultana da mu prepusti obje slavenske crkve, pa je srpska Pećka Patrijaršija ukinuta 1766., a bugarska Ohridska Patrijaršija 1767.
Nakon poraza u Beču 1683., Osmansko Carstvo počelo je stagnirati. U 19. stoljeću započeo je strmovit pad Carstva. Osmanska elita je shvatila da zaostaje za europskim susjedima, pa je sultan Mahmud II. (1808. – 1839.) uveo niz gospodarskih, političkih i vojnih reformi u razdoblju od 1826. – 1876., poznatih kao Tanzimat (reorganizacija). Tanzimat je predviđao pravnu jednakost svih podanika Carstva, bez obzira na religiju, a obećavao je i ekonomske, institucionalne i vjerske slobode za kršćane.

### Narodno buđenje
Uvođenje Tanzimata odvijalo se u vrijeme narodnog buđenja balkanskih naroda u kasnom 18. i ranom 19. stoljeću. Propadanje Osmanskog Carstva navelo je europske sile da razmotre o budućnosti osmanskih provincija i raspodjeli teritorija. Svi europski diplomati ovo su nazvali Istočnim pitanjem.
Kuzman Šapkarev (1834. – 1908.) iz Ohrida, učitelj i autor brojnih bugarskih gramatika i udžbenika, napisao je 1888. u pismu Marinu Drinovu da su "izraz Makedonac nametnuli Grci prije jedva 10 – 15 godina, a da običan narod preferira nazivati se Bugarima". Kiril Pejčinović (1771. – 1845.) iz Tetova, u svojoj knjizi Ogledalo (1816.), nazivao je Makedoniju Donjom Mezijom. Pejčinović, kao i Grigor Parličev (1830. – 1893.) iz Ohrida i Neofit Rilski (1793. – 1881.) iz Banskog, pisci prve bugarske gramatike, inzistirali su na uvođenju književnog bugarskog jezika temeljenog na govoru iz 19. stoljeća, kojeg su nazivali "jednostavnim" i "zajedničkim bugarskim", protiveći se arhaičnom crkvenoslavenskom. Njihovi istomišljenici otvorili su stotine bugarskih škola po Makedoniji.
Rajko Žinzifov (1839. – 1877.) iz Velesa, postao je bard bugarskog buđenja i jedan od entuzijastičnih pristaša ideje da tradicionalne bugarske zemlje obuhvaćaju Meziju, Tračku i Makedoniju (Velika Bugarska). Sva izvješća austrijskih, britanskih, francuskih, kao i drugih diplomata s uredima u Makedoniji, potvrdila su Žinzifova uvjerenja da je većinsko pučanstvo u Vardarskoj i Pirinskoj Makedoniji bugarsko, a u Egejskoj Makedoniji sa znatnim grčkim udjelom. Bugarski nacionalisti bili su ohrabreni ovakvim izvješćima i osjećanjima pučanstva. Sljedeći korak u nacionalnom buđenju vidjeli su u obnovi Bugarske pravoslavne Crkve, jer je osmanska vlast u miletskom sustavu privilegije davala samo religijama, a ne narodima. Bugarska borba za neovisnu crkvu počela je 1850-ih s aktivnim učešćem makedonskih Bugara, a Bugarska Crkva konačno je postala neovisna 1874.
Stanovnici Velesa, Skopja i Ohrida su 1860-ih stalno slali peticije sultanu u kojima su tražili bugarske pravoslavne vladike i svećenike koji bi zamijenili grčke. Skupina Bugara iz Kilkisa otišla je i dalje. Sedamdeset i devet građana i četiri svećenika Kilkisa su 1859. zatražili u pismu papi Piu IX. da se pridruže Katoličkoj Crkvi pod uvjetom da zadrže pravoslavne obrede i da jezik bogoslužja bude bugarski.

#### Makedonstvo
Srpski veleposlanik u Istanbulu Stojan Novaković 14. prosinca 1888. u pismu srpskom ministru narodnog obrazovanja Vladanu Đorđeviću piše: "Pošto je bugarska ideja, kako svi znamo, duboko ukorijenjena u Makedoniji, ja mislim da je gotovo nemoguće otresti je potpuno samim suprotstavljanjem srpske ideje. Ova ideja, bojimo se, bila bi nesposobna kao protivnik, jasno i jednostavno, u gušenju bugarske ideje. Stoga će srpska ideja trebati saveznika koji bi mogao stajati u izravnoj suprotnosti bugarstvu, i u sebi bi sadržavati elemente koji bi privukli narod i njegova osjećanja i tako ih odvojio od bugarstva. Ovog saveznika ja vidim u makedonstvu, ili do određene mjere u našem njegovanju makedonskog dijalekta i makedonskog separatizma." Novaković je bio prvi koji je potaknuo ideju makedonske narodnosti.
Makedonski narodni identitet kasnije su počeli promicati lijevi intelektualci 1920-ih i 1930-ih pod okriljem Komintrne. Masovniju podršku u Vardarskoj Makedoniji, ovakva je identifikacija stekla kasnih 1940-ih u vrijeme FNR Jugoslavije. Povjesničarka Elisabeth Barker zabilježila je 1950-ih da je "osjećaj bivanja Makedoncem i ništa drugo do Makedoncem osjećaj nedavnog širenja, te da ni danas nije duboko ukorijenjen".

### Makedonci u samostalnoj državi
Makedonci i Sjeverna Makedonija danas su s gotovo svih strana okruženi državama koje joj nisu sklone, i s gotovo neprijateljskom politikom prema njoj. Sjeverna Makedonija danas ima problema s albanskim separatistima koji se žele odvojiti i priključiti Albaniji. S južne strane Grčka je postavljala problem imena koje je nosila Makedonija, i njezino pravo na to sve do 17. lipnja 2018. kada je problem riješen makedonskim pristajanjem na preimenovanje u Sjeverna Makedonija. S istoka problem makedonskoj doktrini stvaraju i Bugari koji Makedoncima osporavaju nacionalnu samosvojnost, smatrajući ih Bugarima, iako je Bugarska prva država u svijetu kaja je priznala samostalnost Sjevernoj Makedoniji.

## Etnografija
Izdvojeni po lokalnim zavičajnim skupinama, Makedonci žive prilično izolirano, s vlastitim tradicijskim običajima i navadama, no uglavnom su ruralno stanovništvo koje se bavi stočarstvom (pretežito ovčarstvom, ali i uzgojem goveda – krava i bivolica) i poljoprivredom. Budući da se Sjeverna Makedonija nalazi u svojevrsnom civilizacijskom rubnom prostoru između Istoka i Zapada i na raskrižju značajnih prometnica, Makedonci su tijekom stoljeća trpjeli i stanovite utjecaje drugih naroda, poput susjednih Albanaca ili, pak, Turaka i Čerkeza koji su ovdje svojedobno živjeli u većem broju, ostavljajući tragove u njihovoj kulturi kao što je, recimo, pojava islama u dijelu Mijaka (Torbeši) ili osebujno graditeljstvo (kamene kuće s velikim balkonima poznatima kao doksati).
Tradicionalna makedonska kuća izgrađena je od solidnih zidova, od kamena ili nepečene gline (ćerpič), a najtipičnijim je primjerima zastupljena osobito u zapadnoj Sjevernoj Makedoniji (Kruševo, Galičnik). Prozori su neveliki, prizemlje je masivno, izgrađeno od kamena, dok se na katu nadograđuje bondruk od drvene konstrukcije. Ljepotom i izvornošću stare makedonske arhitekture oduševljavao se veliki francuski arhitekt Le Corbusier.
U planinskim predjelima postoji i jednodijelna koliba (Kriva Palanka, Kratovo). Najrasprostranjenija je čardaklija (kumanovski kraj), ali javlja se i u strumičkom kraju i ostalim dijelovima Sjeverne Makedonije. Čardak povezuje sve prostorije, a može biti otvorenoga ili zatvorenog tipa i svojim izgledom i skladnom voluminoznošću dominira na kući.
Graditeljstvom se u Sjevernoj Makedoniji osobito uspješno bave Mijaci čija se tajfa sastoji od majstora raznih profila na čelu s ustabašijom.

### Narodna umjetnost
Makedonka je vrijedna žena, ovčarstvo i uzgoj pamuka, lana i konoplje omogućava joj da sama uspije odijevati sebe i članove svoje obitelji, te se razvila je tradicionalnu umjetnost tkanja odjeće, pomoću tradicionalnog alata i s preko 70 vrsta bogato dekoriranih nošnji. Zemljopisna izoliranost potpomogla je da se ove nošnje razviju očuvaju u raznim krajevima Makedonije. Geometrijski i geometrizirani floralni uzorci, aplikacije i pleteni ornamenti, srma, i metalni ukrasi javljaju se na ženskoj narodnoj nošnji. U područjima gornjeg Vardara i Debra etnografska su područja Mijaka i Brsjaka koji pripadaju zapadno-makedonskom etnografskom kraju. Među ovim ljudima prevladava odjeća od bijelog klašna i s nakitom za glavu u kojem prevladava crvena boja. Istočno-makedonski etnografski kraj u dolini srednjeg Vardara i kod Šopova je jednostavniji i bez masivnih juvelirskih ukrasa i uz upotrebu šarenila i srme.

### Glazba i ples
Makedonci su bili pod utjecajima raznih etničkih zajednica koje su ostavile tragova u njihovoj duhovnoj i materijalnoj kulturi. Ples i glazba svakao su veoma značajni u njihovom životu. Da je ovo točno pokazuje i broj njihovih glazbala: dajre, tapan, zurle, kaval, tambura, gajda i šupelka i duduk. 
Makedonska gajda sastoji se od meva (mješine), duvala (cijevi za duvanje), brčala ili bučala koji daje drugi glas i gajdarke sa sedam rupa. Gajdu je prije upotrebe potrebno naštimati. Svira se uz narodne pjesme i plesove.
Dajre se sastoje od drvenog okvira s nategnutom kozjom kožom, one daju ritam i ženski su instrument. 
Tradicionalni drveni bubanj poznat je kao tapan, on se izrađuje od bukve, oraha ili kestena. Kože tapana učvršćene su konopcima dijagonalno na okvir. Bubnjar (tapandžija) se koristi s dvije vrsti udaraljki, to su kukuda učinjena od orahovine i praćka od vrbe. Tapan se obično koristi uz pratnju zurla.
Zurla je puhački instrument od orahovog ili šljivinog drveta, sastoji se od dva dijela, konične cijevi i slaveca (kljuna) koji se utakne u gornji kraj. Njezino moguće porijeklo je romsko ili tursko.
Kaval je vrsta pastirske flaute s kalibrom od 16 mm, ornamentirana cijelom dužinom, i učinjena od jednog komada drveta sa sedam rupa i ispred rupom za palac. Svira se u paru, prvi je kavaldžija ili vodač i drugi polagač.
Šupelka je slična kavalu, ima šest rupa za prste a koristi se i za solističke interpretacije kao i u pratnji s drugim instrumentima.
Duduk se u nekim krajevima Sjeverne Makedonije naziva kaval ili kavalče a izrađuje se od žutike ili javora, pa i nekog drugog drveta, ton joj je čist i ugodan. Najpoznatij narodni makedonski ples je oro, pleše se uz pratnju tapana i zurle.

### Kuhinja
Kuhinja Makedonaca porijeklom je iz domaćih proizvoda. Plodna polja Pelagonije, Pologa, Skopske doline, Tikveša i Ovčeg Polja lokaliteti su pogodni za uzgoj raznih kultura i voća. Jabuka se uzgaja u području Prespe i Pologa. Makedonci su poznati po uzgoju kvalitetnog graha 'tetovca'  od kojega se priprema poznati specijalitet 'gravče na tavče' ili 'tavče na gravče', ovo jelo priprema se na poseban način, u tavici, da bi se zatim u zemljanoj posudi zapeklo u rerni. Posebnu draž daje mu aleva paprika. Tu su još lubenice, rajčica, feferoni, grašak, riža i grožđe u dolini Tikveš. Također je nadaleko poznato ovčepoljsko janje koje se izvozi u zapadnoeuropske i zemlje dalekog istoka.

### Vjera
Većina Makedonaca je pravoslavne kršćanske vjeroispovjesti i raštrkani su po različitim crkvama.
U Sjevernoj Makedoniji postoji nekanonska Makedonska pravoslavna Crkva (Ohridska arhiepiskopija) čiju autokefalnost ne priznaju susjedne pravoslavne Crkve.
Makedonci koji žive u Bugarskoj podanici su Bugarske pravoslavne crkve, a oni koji žive u Grčkoj Grčke, manjina u Srbiji – srpske. Brojni su Muslimani, islamizirani Mijaci, poznati kao Torbeši.

## Neki poznati Makedonci
- Đorđija Pulevski
- Kočo Racin
- Karolina Gočeva
- Goran Pandev

## Povezani članak
- Makedonci u Hrvatskoj

## Vanjske poveznice
- http://www.macedoniantruth.org/
- Culture – Republic of Мacedonia  Arhivirana inačica izvorne stranice od 12. ožujka 2007. (Wayback Machine)